# Ильд

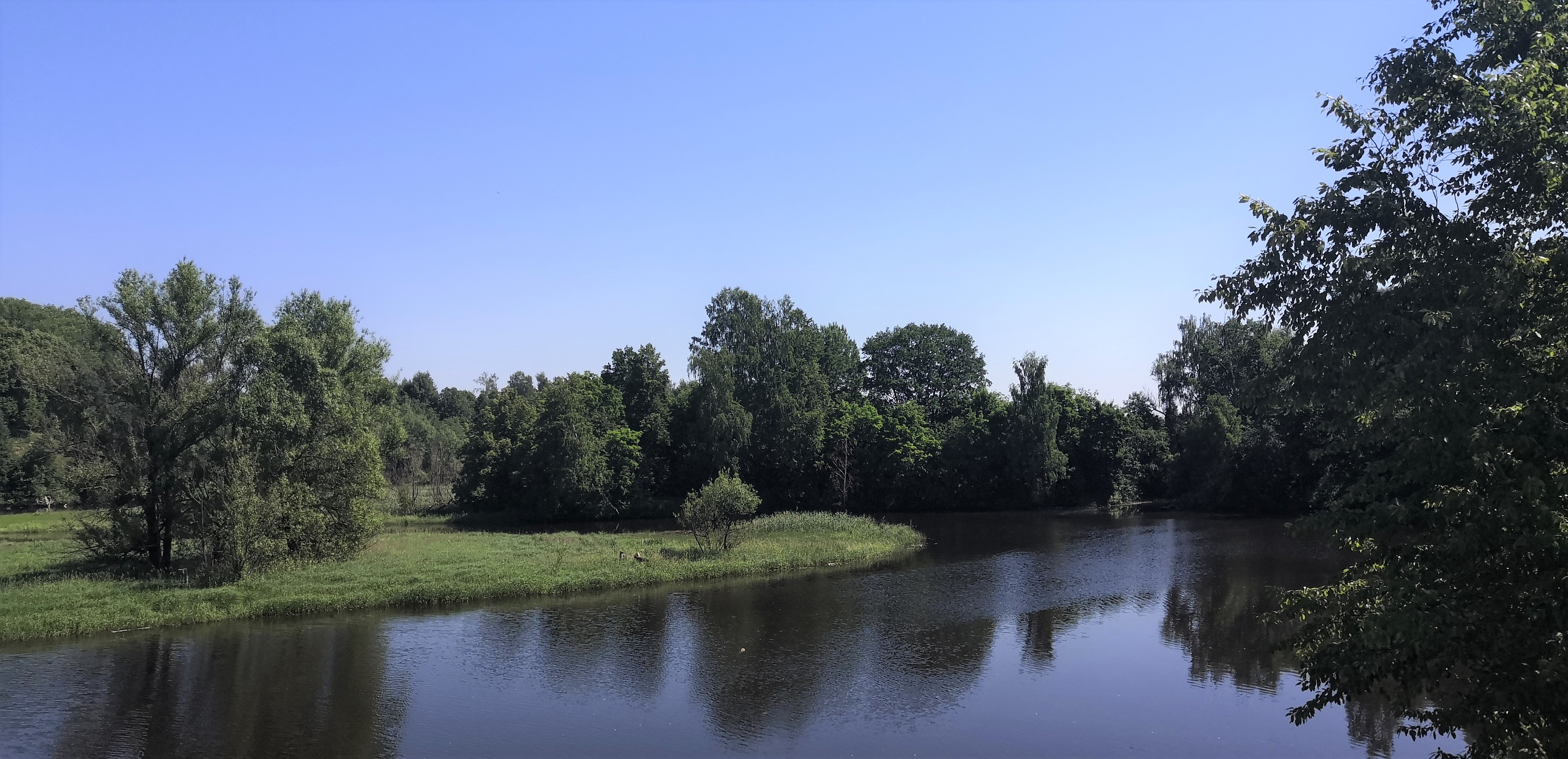
Река Ильд, вид с моста автодороги 78К-0009

Ильд (устар. Илътъ)— река в России, протекает по Некоузскому району Ярославской области; впадает в Рыбинское водохранилище. Длина реки составляет 46 км, площадь водосборного бассейна — 240 км².

## Описание
Исток находится в заболоченном лесу к востоку от деревни Федосово.
Крупнейшие притоки: Чернавка (левый), Поломза (левый), Княжица (левый), Безымянка (левый), Тубола (правый).
Сельские населённые пункты у реки: Махаево, Игнашинск, Лукино, Мышкино, Новый Некоуз, Сусловка, Калистово, Мольково, Аринкино, Бовыкино, Гнетнево, Данилово, Гаврильцево, Алферово, Большое Дубинино, Малое Дубинино, Спас-Ильдь, Павлицево, Рогопивец, Пасеново, Федотьево, Кожевниково, Кулатино, Марьино, Андреевское, Горки, Кузьма-Демьян, Нескучное, Пропасть, Заручье, Верхне-Никульское.
В Новом Некоузе пересекает железнодорожную линию Рыбинск — Сонково.
Устье реки находится в 2764 км по левому берегу реки Волга от её устья (Рыбинское водохранилище), сливается с устьем реки Сутка, образуя залив водохранилища.

## Данные водного реестра
По данным государственного водного реестра России относится к Верхневолжскому бассейновому округу, водохозяйственный участок реки — Волга от Угличского гидроузла до начала Рыбинского водохранилища, речной подбассейн реки — бассейны притоков (Верхней) Волги до Рыбинского водохранилища. Речной бассейн реки — (Верхняя) Волга до Куйбышевского водохранилища (без бассейна Оки).
Код объекта в государственном водном реестре — 08010100912110000004727.